# Liste de maîtresses et amants de souverains russes

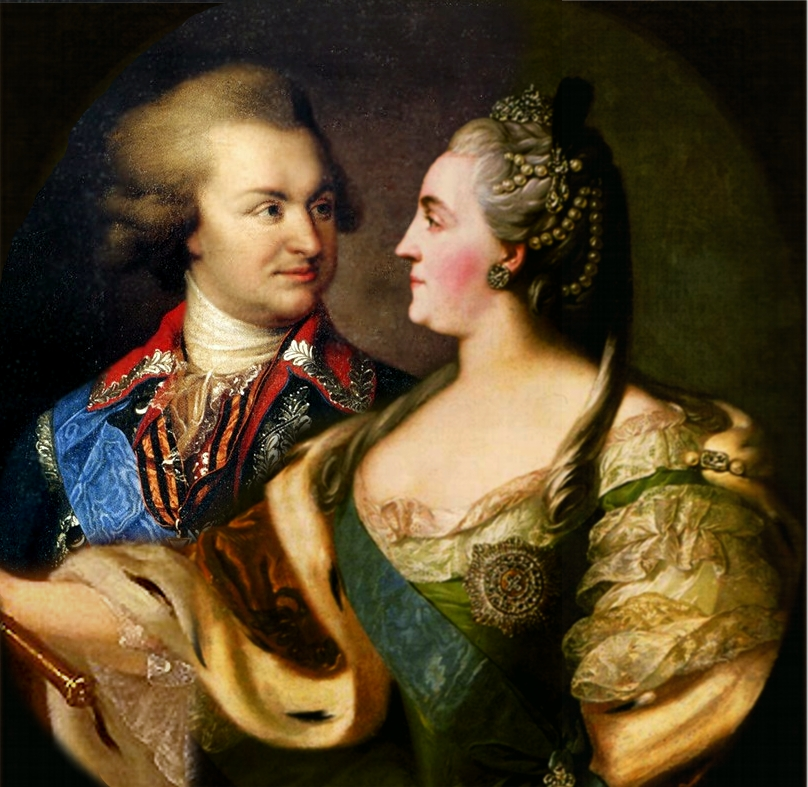
Catherine II et Potemkine

La Liste des maîtresses royales et des amants russes comprend des maîtresses, des sbires, des favoris et tout simplement des amants des empereurs russes et des impératrices régnants, avant et après leur couronnement. 

## XVIIIesiècle

### PierreIer(1672-1725)
- Anna Mons (1672-1714), favorite de 1691 à 1703
- Avdotia Tchernycheva (1693-1747), liaison de 1708 à 1725[1]
- Elżbieta Helena Lubormirska (1669-1729), liaison en 1711[1]
- Mary Hamilton (?-1719), liaison de 1713 à 1717
- Anissia Kirillovna Tolstaïa (?-1732), liaison en 1717
- Maria Roumiantseva (1699-1788), liaison de 1720 à 1725[1]
- Maria Cantemir (1700-1754), favorite de 1720 à 1725
- Varvara Mikhaïlovna Arsenieva (1676-1730)

### CatherineIre(1684-1727)
- Boris Cheremetiev (1652-1719), liaison en 1702
- Alexandre Danilovitch Menchikov (1672-1729), liaison en 1703
- Willem Mons (1688-1724), liaison entre 1716 et 1724
- Piotr Paweł Sapieha
- Reinhold Gustaw von Loewenwolde

### AnneIre(1693-1740)
- Pyotr Bestoujev-Rioumine (1664-1742), liaison probablement entre 1712 et 1728
- Ernst Johann von Biron (1690-1772), favori de 1728 à 1740

### RégenteAnna Leopoldovna (1718-1746)
- Moritz Karl zu Lynar
- Julia von Mengden (1719-1786)

### ÉlisabethIre(1709-1762)
voir aussi en ru:
- Alexandre Borissovitch Boutourline (1694-1767), liaison probablement en 1726
- Semion Kirillovitch Narychkine, liaison avant 1741
- Alexeï Iakovlevitch Choubine, liaison avant 1741
- Alexis Razoumovski (1709-1771), favori, probablement son mari de 1732 à 1762
- Ivan Chouvalov (1727-1797), favori de 1749 à 1762
- Pimen Lialine
- Nikita Beketov

### PierreIII(1728-1762)
- Elizaveta Vorontsova (1739-1792), liaison des années 1750 à 1762

### Catherine II la Grande (1729-1796)
voir aussi: ru: Список мужчин катерины II
- Sergei Saltykov (1726-1765), liaison de 1752 à 1754
- Stanisław August Poniatowski (1732-1798), liaison de 1755 à 1758, probablement le père de la grande-duchesse Anna Petrovna (1757-1758)[2].
- Grigori Orlov (1734-1783), liaison à partir de 1759, favori de 1762 à 1772. Père de son fils illégitime Aleksey Grigorievich Bobrinsky (1762-1813)[3].
- Aleksandr Vassiltchikov (1746-1813), liaison de 1772 à 1774.
- Grigori Potemkine (1739-1791) - favori, voire époux de 1774 à 1791, mais amant jusqu'en 1776. Probablement le père de Elizaveta Grigoryevna Temkina (1775-?)[3].
- Piotr Zavadovsky (1739-1812), liaison de 1775 à 1777
- Semyon Zorich (1743-1799), liaison de 1777 à 1778
- Ivan Rimsky-Korsakov (1754-1831), liaison de 1778 à 1779
- Alexandre Lanskoï (1758-1784), liaison de 1780 à 1784
- Alexandre Iermolov (1754-1835), liaison de 1785 à 1786
- Alexandre Dmitriev-Mamonov (1758-1803), liaison de 1786 à 1789
- Platon Zoubov (1767-1822), favori de 1789 à 1796 [4]

### PaulIer(1754-1801)
- Sophia Razoumovskaïa (1746-1803), liaison en 1771, mère de Semen Velikiy (1772-1794)[3].
- Olga Jerebtsova (1766-1849), liaison avant 1796
- Yekaterina Nelidova (1756-1839), favorite de 1776 à 1798
- Louise Chevalier (1774-après 1801), liaison de 1797 à 1801
- Anna Lopoukhina (1777-1805), favorite de 1798 à 1801
- Mavra Isidorovna Iourieva, mère de Marfa Pavlovna Moussina-Iourieva[3].

## XIXesiècle

### AlexandreIer(1777-1825)
- Ekaterina Torsoukova, liaison avant 1801
- Sofia Mechtcherskaïa (1775-1848), liaison en 1795, mère de Nikolaï Lukach (1796-1868).
- Marie Narychkine (1779-1854) - favorite de 1799 à 1818, mère de cinq enfants illégitimes, dont Sofia Narychkine (1808-1824) et Emmanuel Narychkine (1813-1901)[3].
- Mademoiselle George (1787-1867), liaison entre 1808 et 1813[5]
- Varvara Tourkestanova (1775-1819), liaison du milieu des années 1810 à 1819
- Marie-Thérèse Bourgoin

### NicolasIer(1796-1855)
- Marianne Koberwein (1791-1856), liaison en 1824, mère de Joséphine Koberwein (1825-1893)
- Varvara Nelidova (1814-1897), liaison de 1832 à 1855
- Ekaterina Petrovna Mussina-Pushkina

### Alexandre II(1818-1881)
- Alexandra Albedinskaya (1834-1913), liaison des années 1850 à 1862
- Ekaterina Dolgoroukova (1847-1922), favorite puis épouse de 1866 à 1881. Mère de Georges Yourievski (1872-1913), Olga Yurievskaya (1873-1925) et Catherine Yurievskaya (1878-1959)[3].

### Alexandre III(1845-1894)
- Maria Mechtcherskaïa (1844-1868), liaison probablement platonique de 1864 à 1865

### Nicolas II(1868-1918)
- Mathilde Kschessinska (1872-1971), liaison de 1890 à 1894
- Geisha Mooroka O-Matsu (Моорока О-Мацу), liaison lors d'un voyage au Japon en 1891 [6]

## Sources
- Гельбиг Г. фон. Русские избранники. - М, 1999.  = Georg Adolf Wilhelm Von Helbig.  Russische Günstlinge.  Tübingen, JG Cotta, 1809.